# روث نورمان
روث نورمان (ولدت باسم روث نيلدز ؛ أغسطس 18، 1900 - 12 يوليو 1993)، والمعروفة أيضًا باسم أورييل، كانت زعيمة دينية أمريكية شارك في تأسيس أكاديمية أوناريوس للعلوم، ومقرها في جنوب كاليفورنيا. نشأت نورمان في كاليفورنيا، وتلقت القليل من التعليم وعملت منذ سن مبكرة في مجموعة متنوعة من الوظائف. في أربعينيات القرن العشرين، طورت اهتمامها بالظواهر النفسية والرجوع إلى الحياة الماضية. وقد أدت هذه المساعي إلى تعرفها على إرنست نورمان، الذي وصف نفسه بأنه من ذوي القدرات النفسية، في عام 1954. انخرطت في التوجيه الروحي، والعودة إلى الحياة الماضية، ومحاولات التواصل مع الكائنات الفضائية. تزوجت من إرنست، زوجها الرابع، في منتصف الخمسينيات. قاموا معًا بنشر العديد من الكتب حول اكتشافاته وشكلوا منظمة أوناريوس، والتي أصبحت فيما بعد تُعرف باسم أكاديمية أوناريوس للعلوم، لنشر تعاليمه. ناقش الزوجان العديد من التفاصيل حول حياتهما الماضية المزعومة وزياراتهما الروحية إلى كواكب أخرى، مما شكل أسطورة من هذه الروايات.
بعد وفاة إرنست في عام 1971، خلفته روث كزعيمة للمجموعة الدينية. وبدأت بعد ذلك في نشر تجاربها واكتشافاتها. في أوائل عام 1974، تنبأت بأن أسطولاً فضائياً من الكائنات الفضائية الخيرية، الإخوة الفضائيين، سوف يهبط على الأرض في وقت لاحق من ذلك العام، مما دفع أكاديمية أوناريوس إلى شراء عقار ليكون بمثابة موقع الهبوط. بعد فشل الكائنات الفضائية في الظهور، قالت نورمان أن الصدمة التي عانت منها في حياتها الماضية تسببت في قيامها بتنبؤ غير دقيق. ولكن على الرغم من ذلك، قامت باستئجار مبنى لاجتماعات أوناريوس، وسعت إلى الدعاية للحركة، مدعية أنها نجحت في توحيد الأرض مع اتحاد كوكبي. وقامت بمراجعة تاريخ الهبوط المتوقع للإخوة الفضائيين عدة مرات، قبل أن تستقر في النهاية على عام 2001. تدهورت صحتها في أواخر الثمانينيات، مما دفع طلابها إلى محاولة علاجها باستخدام طقوس العودة إلى الحياة الماضية. على الرغم من التنبؤ بأنها ستعيش لرؤية أرض الكائنات الفضائية، إلا أن نورمان توفيت في عام 1993. وقد استمرت شركة أوناريوس في عملها بعد وفاتها، وشكلت مجلس إدارة.

## الإرث
استخدمت صور نورمان لجذب الانتباه من قبل البعض خارج أكاديمية أوناريوس للعلوم. في عام 1996، رأى أحد المسؤولين التنفيذيين في قناة MTV صورة نورمان وقرر استخدام صورتها في حملة إعلانية لجوائز MTV Music Video Awards. اتصلت الشبكة بأكاديمية أوناريوس للعلوم وحصلت على إذن لاستخدام شخص مشابه في عروضها الترويجية. في عام 2000، ظهرت نورمان على غلاف كتاب Kooks: A Guide to the Outer Limits of Human Belief، وهو كتاب عن الشخصيات ذات المعتقدات المتطرفة.
بعد وفاة نورمان، تأثر الرأي العام حول منظمتها بشدة بالانتحار الجماعي الذي حدث عام 1997 لطائفة بوابة السماء، وهي ديانة الأجسام الطائرة المجهولة التي احتل أعضاؤها منزلًا على بعد 50 ميل (80 كـم) من أكاديمية أوناريوس للعلوم. وفي أعقاب حالات الانتحار، وصف بعض المراسلين وأعضاء الحركة المناهضة للطائفة أوناريوس بأنها مجموعة مماثلة. لم توافق المنظمة على هذا التصور، واعتبرت ممارسات أوناريوس ليست أكثر خطورة من ممارسات الديانات المقبولة.

## فهرس
- Heard، Alexander S. (1999)، Apocalypse Pretty Soon: Travels In End-Time America، مجموعة كراون للنشر، ISBN:978-0-385-49852-4
- Kirkpatrick، R. George؛ Tumminia، Diana (1995)، "Unarius: Emergent Aspects of an American Flying Saucer Group"، في James R. Lewis (المحرر)، The Gods Have Landed: New Religions from Other Worlds، SUNY Press، ISBN:978-0-7914-2330-1
- Kirkpatrick، R. George؛ Tumminia، Diana (2004)، "The Mythic Dimension of New Religious Movements: Function, Reality Construction, and Process"، في James R. Lewis (المحرر)، The Oxford Handbook of New Religious Movements، Oxford University Press، ISBN:978-0-19-514986-9
- Melton، J. Gordon (2010)، "Unarius"، في J. Gordon Melton؛ Martin Baumann (المحررون)، Religions of the World, Second Edition: A Comprehensive Encyclopedia of Beliefs and Practices، ABC-CLIO، ISBN:978-1-59884-204-3
- Saliba، John A. (2003)، "UFO and Religion: A Case Study of Unarius Academy of Science"، في James R. Lewis (المحرر)، Encyclopedic Sourcebook of UFO Religions، Prometheus Books، ISBN:978-1-57392-964-6
- Tumminia، Diana (2003)، "How Prophecy Never Fails: Interpretive Reason in a Flying Saucer Group"، في James R. Lewis (المحرر)، Encyclopedic Sourcebook of UFO Religions، Prometheus Books، ISBN:978-1-57392-964-6
- Tumminia، Diana (2003)، "When the Archangel Died: From Revelation to Routinization of Charisma in Unarius"، في Christopher Partridge (المحرر)، UFO Religions، Psychology Press، ISBN:978-0-415-26324-5
- Tumminia، Diana (2005)، When Prophecy Never Fails: Myth and Reality in a Flying-Saucer Group، Oxford University Press، ISBN:978-0-19-517675-9
- Zeller، Benjamin E. (2009)، "Apocalyptic Thought in UFO-Based Religions"، في Karolyn Kinane؛ Michael A. Ryan (المحررون)، End of Days: Essays on the Apocalypse from Antiquity to Modernity، مكفارلاند وشركاه، ISBN:978-0-7864-4204-1